# Francisco Villa Dos, Veracruz
Francisco Villa Dos är en ort i Mexiko.   Den ligger i kommunen Uxpanapa och delstaten Veracruz, i den sydöstra delen av landet, 500 km sydost om huvudstaden Mexico City. Francisco Villa Dos ligger 84 meter över havet och antalet invånare är 105.
Terrängen runt Francisco Villa Dos är platt åt nordväst, men åt sydost är den kuperad.  Trakten runt Francisco Villa Dos är nära nog obefolkad, med mindre än två invånare per kvadratkilometer. Närmaste större samhälle är Poblado 10, 12,5 km nordost om Francisco Villa Dos. I omgivningarna runt Francisco Villa Dos växer i huvudsak städsegrön lövskog.